# Ромашково (пам'ятка природи)
Ромашково  — ботанічна пам'ятка природи загальнодержавного значення. Розташована у Гайсинському районі Вінницької області. 
Ділянки цілинної степової рослинності, де зростають види рослин, що занесені до Червоної книги України.
Площа — 8,7 га. Створена у 1989 р. (Постанова Ради Міністрів УРСР від 28.12.89 р. № 324) Перебуває у віданні Чечельницької селищної ради.
У 2010 р. увійшла до складу Національного природного парку «Кармелюкове Поділля».